# Heinade
Heinade is een gemeente in de Duitse deelstaat Nedersaksen. De gemeente maakt deel uit van de Samtgemeinde Eschershausen-Stadtoldendorf in het Landkreis Holzminden. Heinade telt 849 inwoners.

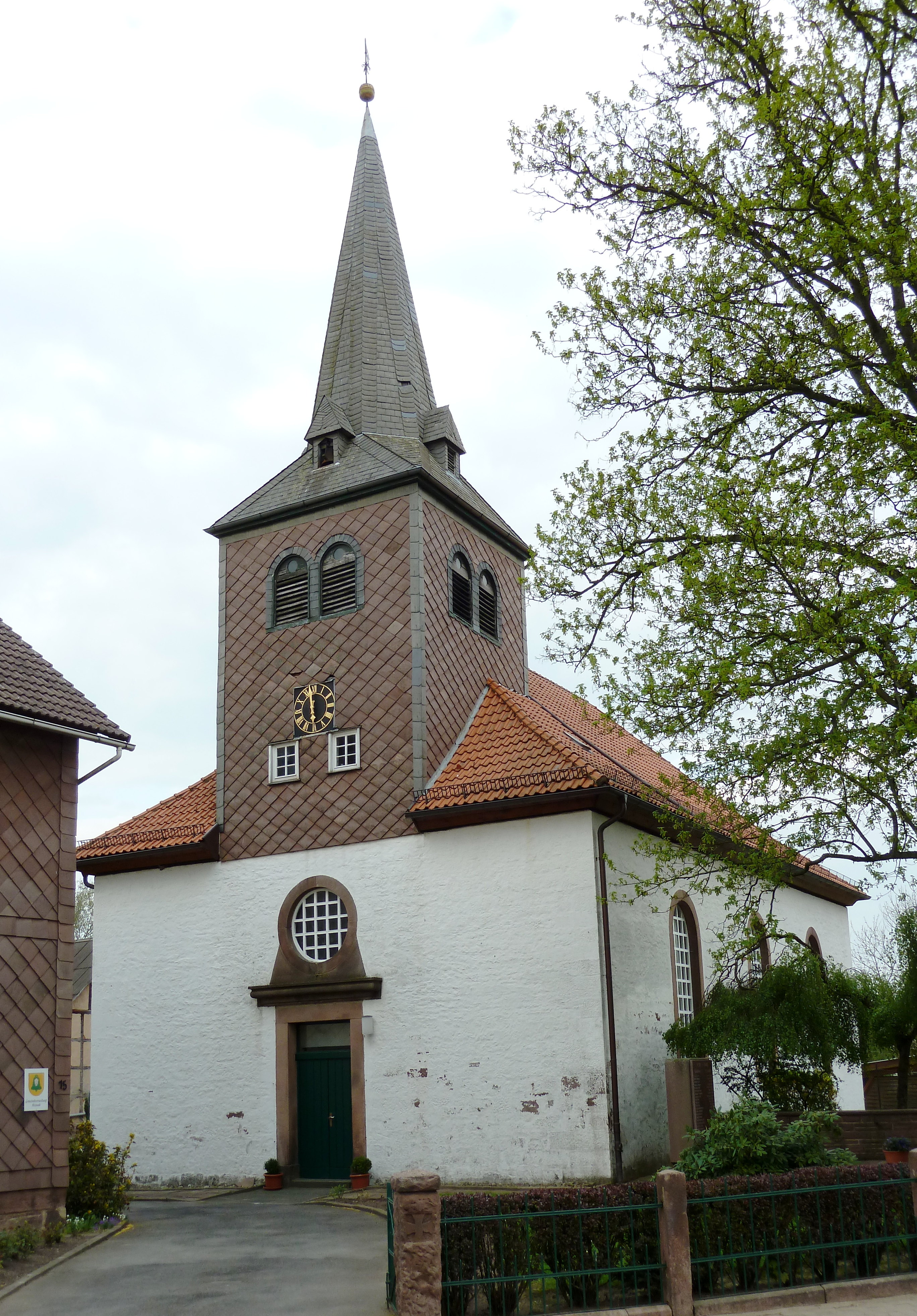
Heinade, ev.-lutherse Heilig-Kruiskerk (1823)
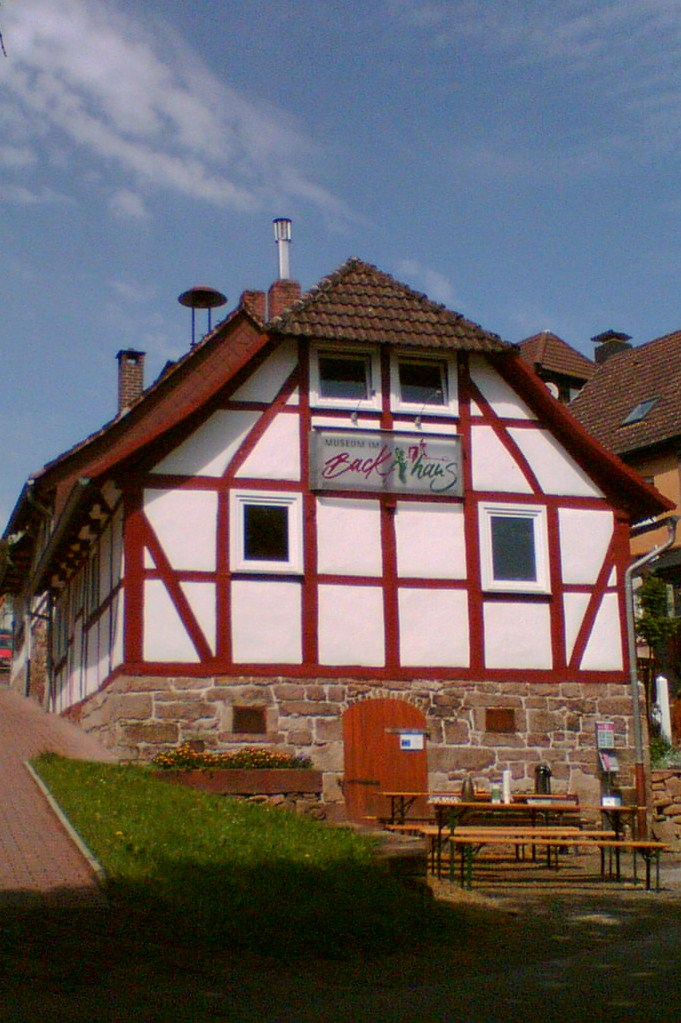
Dorpsmuseum Hellental
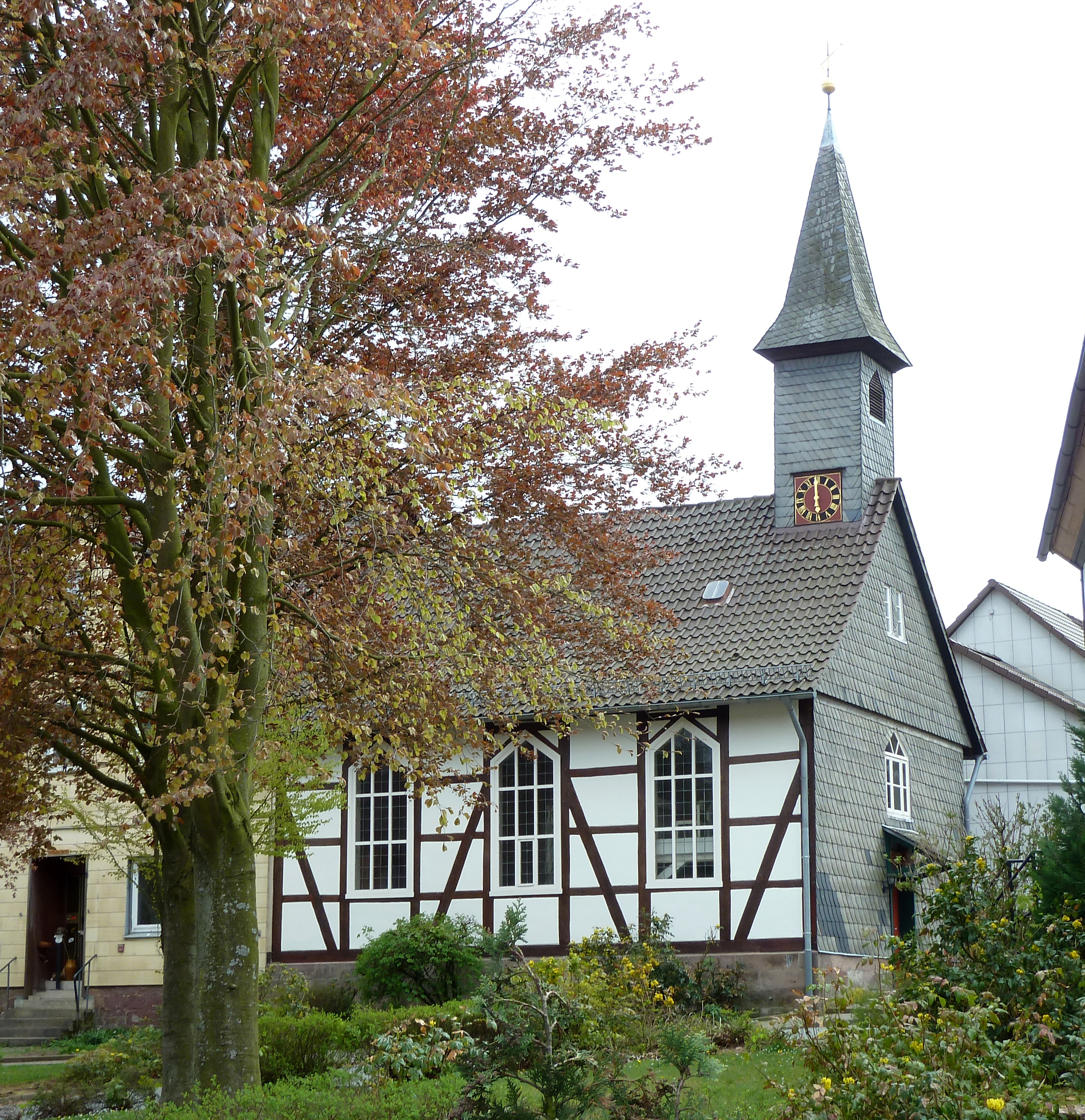
Kapel te Merxhausen (1777; 1952 gerenoveerd)

De kleine gemeente, waarvan de meeste inwoners leven van het toerisme en de landbouw,  bestaat uit drie dorpjes: Heinade, Merxhausen en Hellental. Ze ligt fraai in het Wezerbergland.
In de gemeente beginnen en eindigen enige mountainbikepaden, vooral downhill-paden geschikt voor gevorderden. Er vinden incidenteel wedstrijden in deze sport plaats.
In Hellental staat een streekmuseum met twee hoofdthema's: 
- het bakken van ambachtelijk brood;
- de productie van bosglas (Waldglas). Het gebruikte type glasoven is dat van de zogenoemde Häfenofen. Een Hafen is in dit verband geen aanlegplaats voor schepen, maar een benaming voor een smeltkroes voor de kleinschalige productie van glas. De smeltkroezen (Duits: Tiegel) worden recht overeind in de oven geplaatst en verhit, waarna de uit de oven weggehaalde inhoud ervan verder tot glas voor o.a. drinkbekers wordt verwerkt.

- Gemeinsame Normdatei: 7571006-7
- Virtual International Authority File: 241248194

Arholzen · 
Bevern · 
Bodenwerder · 
Boffzen · 
Brevörde · 
Deensen · 
Delligsen · 
Derental · 
Dielmissen · 
Eimen · 
Eschershausen · 
Fürstenberg · 
Golmbach · 
Halle · 
Hehlen · 
Heinade · 
Heinsen · 
Heyen · 
Holenberg · 
Holzen · 
Holzminden · 
Kirchbrak · 
Lauenförde · 
Lenne · 
Lüerdissen · 
Negenborn · 
Ottenstein · 
Pegestorf · 
Polle · 
Stadtoldendorf · 
Vahlbruch · 
Wangelnstedt